# اولید الحمداوی
اولید الحمداوی (انگلیسی: Oualid El Hamdaoui؛ زادهٔ ۵ فوریهٔ ۱۹۹۳) بازیکن فوتبال اهل فرانسه است که در پست مهاجم بازی می‌کند.